# Actul de navigație
Actul de navigație (1651) a fost o lege a lui Oliver Cromwell, convocată prin Parlamentul_cel_Lung care a contribuit la dezvoltarea economie capitaliste în Anglia. Conform acestei legi, corăbiile străine aveau voie să aducă în porturile și/sau coloniile engleze numai mărfuri fabricate în țările lor. Mărfurile provenite din alte țări urmau să fie aduse numai de corăbii engleze. Actul de navigație lovea în flota spaniolă, portugheză, franceză, dar mai ales în cea olandeză, pe atunci „cărăușa mărilor”.
Actele de navigație vor fi valabile până în 1849, ele fiind considerate baza constituirii puterii maritime si comerciale a Angliei, cea din urmă devenind „stăpâna mărilor”, flota engleză fiind percepută ca cea mai mare din lume.